# البنك المركزي التركمانستاني
البنك المركزي لتركمانستان هو البنك المركزي لتركمانستان، يقع في وسط عشق أباد، تم تأسيسه في عام 1991 وينظم النظام المصرفي في البلاد ويشرف على السياسة المالية الوطنية للبلاد.
وهي تقع في مبنى مرتفع مميز.

## روابط خارجية
- الموقع الرسمي لبنك تركمانستان المركزي